# Ligue d'Europe centrale féminine de basket-ball
La Ligue d'Europe centrale de basket-ball féminin (ou Middle European League) est un championnat de basket-ball féminin au statut particulier, regroupant les meilleures équipes de plusieurs pays d'Europe centrale. Elle est fondée en 2012 et cesse son activité en 2014.

## Histoire
La première compétition a lieu en 2012-2013. Elle regroupe les quatre équipes les mieux classées de la saison régulière en Hongrie et Slovaquie. Les équipes s'affrontent en conservant les résultats acquis dans leur championnat national. La saison régulière compte donc huit journées. Elle se conclut sur une finale à quatre sur une seule rencontre.
Après deux saisons, la MEL cesse son activité à l'été 2014. Après la suspension, pourtant levée, de la Slovaquie par la FIBA, la Hongrie avait préparé un calendrier de compétition incompatible avec la MEL.

## Saison 2012-2013
| Slovaquie : | MBK Ružomberok | Good Angels Košice | SBK Samorin              | Piestanske Cajky |
| Hongrie :   | MiZo Pécs      | DKSK Miskolc       | UNIQA Euroleasing Sopron | Seat-Szese Győr  |

Saison régulière :
1. Good Angels Košice 14 victoires - 0 défaite
2. UNIQA Euroleasing Sopron 11-3
3. MBK Ružomberok  10-4
4. Seat-Szese Győr 6-8
5. SBK Samorin 5-9
6. DKSK Miskolc 4-10
7. MiZo Pécs 3-11
8. Piestanske Cajky 3-11

En finale Košice l’emporte sur Sopron alors que Ružomberok prend la troisième place contre Győr.

## Saison 2013-2014
| Slovaquie : | MBK Ružomberok  | Good Angels Košice | SBK Samorin              | Piestanske Cajky | Spisska Nova    |
| Hongrie :   | MiZo Pécs       | DKSK Miskolc       | UNIQA Euroleasing Sopron | Seat-Szese Győr  | PINKK Pecsi 424 |
| Croatie :   | ŽKK Novi Zagreb |                    |                          |                  |                 |

Pour sa seconde édition, la ligue s'étend à 11 équipes dont une de Croatie, incluant 4 équipes en Euroligue et 4 en Eurocoupe. À la différence de la saison inaugurale, les clubs s'affronteront entre eux dès le début de saison, les 22 affrontements s'échelonnant du 28 septembre 2013 au 1er février 2014. Les quatre meilleures équipes s'affronteront lors d'une Finale à quatre les 8 et 9 mars 2014. À la fin de la saison régulière, les clubs slovaques et hongrois garderont les résultats de leurs affrontements pour le classement dans leur ligue nationale respective.

## Palmarès
- 2013 : Good Angels Košice
- 2014 : Good Angels Košice